# Dubrower Berge
Die Dubrower Berge sind eine eiszeitlich geformte Erhebung (Endmoräne) im Bundesland Brandenburg.
Sie liegen etwa sechs Kilometer südöstlich von Fürstenwalde/Spree im Landkreis Oder-Spree im Dreieck zwischen der Gemeinde Langewahl, dem Ortsteil Alt Golm der Gemeinde Rietz-Neuendorf und dem Ortsteil Neu Golm der Gemeinde Bad Saarow.
Der Name leitet sich aus dem sorbischen „dub“ für Eiche ab.
Die Dubrower Berge sind über die nur zwei Kilometer nördlich gelegene Autobahn A12 sowohl nach Berlin als auch nach Frankfurt/Oder gut angebunden.

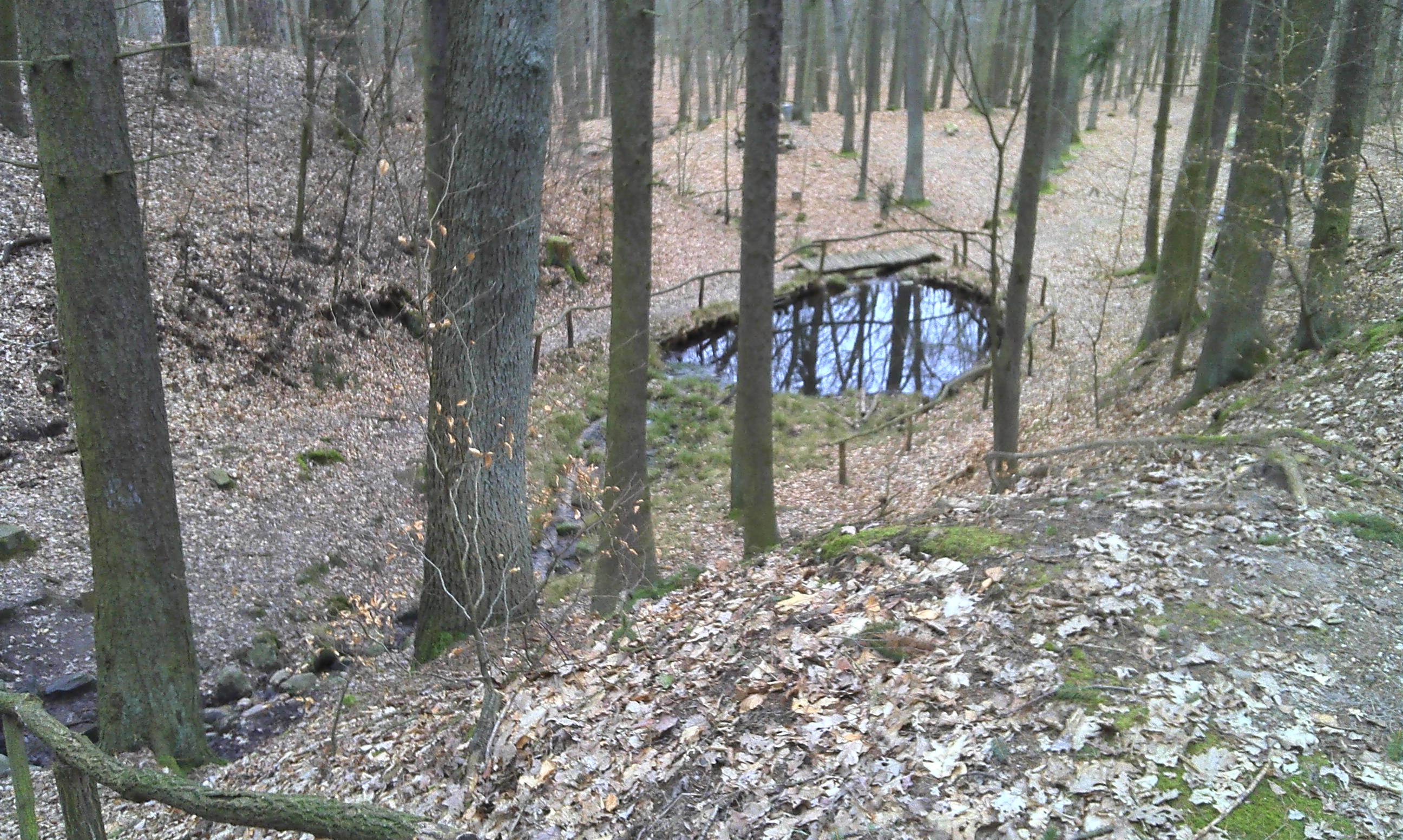
Osterquelle, Foto Christoph Kröber

An ihrem höchsten Punkt (150 Meter über NN) wurde ein Funkturm aufgestellt.
Die ausgedehnten Waldbestände und die abwechslungsreiche Geländeform der Dubrower Berge sowie die Umgebung werden touristisch zum Wandern und Radfahren genutzt. Nahe der Ortschaft Langewahl findet sich in den Dubrower Bergen die Osterquelle.